# 예르겐 옌손
울프 페테르 예르겐 옌손(스웨덴어: Ulf Peter Jörgen Jönsson, 1972년 9월 29일 ~ )은 스웨덴의 아이스하키 선수, 지도자이다. 현역 시절 포지션은 센터로 주로 엘리트세리엔에서 활약하였다. 페리에스타드 BK의 주장을 역임했으며, 스웨덴 정규 리그에서 900경기 이상 출전했다. 1999년부터 2000년까지 내셔널 하키 리그(NHL)의 뉴욕 아일런더스와 마이티 덕스 오브 애너하임에서 뛰기도 하였다.
스웨덴 국가대표팀 선수로 활동했고, 국제 경기 285경기에 출전하여 대표팀 최다 출전 기록을 세웠다. 올림픽과 세계 선수권 대회에서 금메달 2개씩 획득을 하는 등 성공적인 선수 생활을 보냈다. 2019년에는 국제 아이스하키 연맹 명예의 전당에 헌액되었다. 동생인 케뉘도 NHL에서 활동한 아이스하키 선수이다.